# Гаражная улица (Москва)
Гара́жная у́лица — улица на востоке Москвы в районе Соколиная гора Восточного административного округа.

## Происхождение названия
Гаражная улица названа 8 мая 1950 года по находившимся в этой местности гаражам автобаз городского хозяйства. Прежнего названия у Гаражной улицы нет. Проходит от проспекта Будённого до улицы Уткина.

## Здания и сооружения
По нечётной стороне
- № 5 — «Нитро Скай», «01Systems.ru» (интернет-гипермаркет безопасности), Триумф-Экспресс.

По чётной стороне
- № 4 — «Тойлекс», «Авто-Эм», ТДИ сервис России.
- № 6 — Росреестр.

Всего по Гаражной улице 10 домов.

## Транспорт
По улице маршруты общественного транспорта не проходят. На проспекте Будённого располагается остановка «Гаражная улица», откуда отправляются маршруты трамвая 12, 36 и автобуса т32, т32а (ночной), 83, 141, 469, 702, 730.